# Arisaema menghaiense
Arisaema menghaiense là một loài thực vật có hoa trong họ Ráy (Araceae). Loài này được J.T.Yin, H.Li & Z.F.Xu mô tả khoa học đầu tiên năm 2004.